# رسول الانتقام
رسول الانتقام هو فيلم درامي أمريكي صامت عام 1916 من إخراج كليفورد سميث وبطولة ويليام إس هارت ونونا توماس وجون جيلبرت .  يعود واعظ مولود في كنتاكي إلى منزله من فيرمونت من أجل تسوية نزاع بين عائلتين متحاربتين.

## الطاقم
- ويليام إس هارت في دور ديفيد هدسون
- نونا توما في دور ماري مكوي
- جوزيف جيه داولينج في دور توم مكوي
- فاني ميدجلي في دور "مارم" هدسون
- جون جيلبرت في دور ويلي هدسون
- مارفل ستافورد في دور إلسي هدسون
- جيرترود كلير

## الحفاظ
مع عدم وجود أي مطبوعات لفيلم "رسول الانتقام" في أي أرشيف سينمائي، فإنه يعتبر فيلمًا مفقودًا . 

## فهرس
- دونالد دبليو ماكافري وكريستوفر بي جاكوبس. دليل للسنوات الصامتة للسينما الأمريكية . غرينوود للنشر، 1999. رقم ISBN 0-313-30345-2Ygyvygybybbybyb

## روابط خارجية
- رسول الانتقام  في قاعدة بيانات الأفلام على الإنترنت (بالإنجليزية)